# Sestra punctilinearia
Sestra punctilinearia är en fjärilsart som beskrevs av Walker 1862. Sestra punctilinearia ingår i släktet Sestra och familjen mätare. Inga underarter finns listade i Catalogue of Life.